# Margaret Booth
Margaret Booth, född 16 januari 1898 i Los Angeles, död där 28 oktober 2002, var en amerikansk filmklippare som hade en inflytelserik karriär i Hollywood som sträckte sig över sju decennier. Under nästan 30 år var hon chefsklippare på Metro-Goldwyn-Mayer (MGM).

## Biografi
Margaret Booths äldre bror Elmer Booth var skådespelare i D.W. Griffiths filmer. Efter att brodern dött i en bilolycka erbjöd Grifftih henne arbete som negativklippare. Hon började så småningom arbeta med John M. Stahls filmer och det var han som uppmuntrade henne att börja med filmklippning. 1924 blev hon filmklippare formellt och ett tätt samarbete med Louis B. Mayer inleddes. Booth arbetade även med Irving Thalberg och var under nästan hela sin karriär trogen Metro-Goldwyn-Mayer. 1939 blev hon studions chefsklippare och behöll den positionen fram tills hon gick i pension 1968. Under 1930-talet fanns det bara åtta kvinnliga filmklippare i Hollywood och tillsammans med Barbara McLean och Anne Bauchens klassas Booth bland de mest inflytelserika i branschen.
Vid Oscarsgalan 1936 nominerades hon till en Oscar för bästa klippning med hon fick vänta på en vinst ända tills Oscarsgalan 1978 då hon tilldelades en Heders-Oscar för hennes karriär inom filmklippning.
Margaret Booth avled 2002, 104 år gammal.